# Teresa's Tattoo
Teresa's Tattoo is een Amerikaanse actiekomedie uit 1994 onder regie van Julie Cypher met in de hoofdrollen  C. Thomas Howell, Nancy McKeon, Lou Diamond Phillips, Casey Siemaszko, Adrienne Shelly en Majel Barrett.

## Verhaal
Gloria wordt gegijzeld voor losgeld, want haar oorbellen bevatten geheime holografische plannen voor een NASA-ruimtevaartprogramma. Ze werkt haar bewakers Mooney en Titus echter danig op de zenuwen en moet van hen wat in het zwembad gaan zwemmen. Ze glijdt echter uit, valt en sterft. Carl, de leider van de ontvoerdersbende, zit nu met een gigantisch probleem en besluit om een meisje te zoeken dat op de overleden Gloria lijkt om alsnog de losgelddeal te kunnen afronden. Die vindt hij in Teresa Brigger, een universiteitsstudente die als twee druppels water op Gloria lijkt. Voor ze het weet, is Teresa gedrogeerd, ontvoerd, roodharig geworden en getatoeëerd. Het is nu aan haar om uit te vissen wat er aan de hand is voor het te laat is.

## Rolverdeling
| Acteur               | Personage         | Opmerkingen        |
| -------------------- | ----------------- | ------------------ |
| C. Thomas Howell     | Carl              |                    |
| Nancy McKeon         | Sara              |                    |
| Lou Diamond Phillips | Wheeler           |                    |
| Casey Siemaszko      | Michael           |                    |
| Jonathan Silverman   | Rick              |                    |
| Adrienne Shelly      | Teresa / Gloria   |                    |
| Diedrich Bader       | Higgins           |                    |
| Anthony Clark        | Mooney            |                    |
| Tippi Hedren         | Evelyn Hill       |                    |
| k.d. lang            | Michelle          |                    |
| Joe Pantoliano       | Bruno             |                    |
| Mary Kay Place       | Nora              |                    |
| Mare Winningham      | Singer            |                    |
| Nanette Fabray       | Martha Mae        |                    |
| Majel Barrett        | Henrietta         |                    |
| Matt Adler           | Titus             |                    |
| Brian Davila         | Elvis             |                    |
| Melissa Etheridge    | Hooker            |                    |
| Eric Gilliland       | Police Officer    |                    |
| Lisa M. Hansen       | Hooker with Bird  | als Lisa Hansen    |
| Elizabeth Keener     | Party Babes       |                    |
| Catalaine Knell      | Party Babes       |                    |
| Loring Pickering     | Jack Hill         |                    |
| Stacie Randall       | Kay               |                    |
| Ryan Slater          | Waylon            | als Ryan J. Slater |
| Sean Astin           | Step-Brother      | onvermeld          |
| Kiefer Sutherland    | Roadblock Officer | onvermeld          |